# 威廉王子縣
威廉王子縣（英語：Prince William County）是美国弗吉尼亚州北部的一個县，東界波托马克河。面積902平方公里。根據2020年美國人口普查估計，共有人口48萬2,204人。縣治馬納薩斯 （Manassas）並不受縣的管轄。
威廉王子縣成立於1731年。縣名紀念英王喬治二世之子、坎伯蘭公爵威廉·奧古斯塔斯王子（Prince William Augustus, Duke of Cumberland）。